# Anne-Marie Blanc (femme de lettres)
Pour les articles homonymes, voir Anne-Marie Blanc et Blanc (homonymie).
Anne-Marie Blanc, née le 16 décembre 1931 à Piennes et morte le 15 décembre 2022 à Castres, est une romancière française, dont l’œuvre s'inspire du Pays Haut.

## Biographie
Anne-Marie Blanc a grandi au cœur du bassin ferrifère lorrain. Elle exerce des responsabilités locales, puis régionales et, enfin, nationales dans les mouvements de jeunesse et d'éducation populaire.
Vice-présidente de l’Association nationale des parents d’élèves du Conservatoire de musique et de danse de Nancy, elle est déléguée départementale à la musique et à la danse de Meurthe-et-Moselle, de 1978 à 1991.
Elle anime des manifestations culturelles, organise et coordonne les premières "Fêtes de Mai" (20 000 participants) du bassin de Landres en 1991, afin de raviver la mémoire des populations émigrées du Pays haut, avec leur dure activité minière et conditions ouvrières, mais aussi, avec leurs riches traditions d’art et pratiques populaires. Ces  événements ont donné lieu à plusieurs publications qu'elle a dirigées : « Le bassin de Landres, Baroncourt, Bouligny Joudreville, Landres »
Son premier roman, Marie-Romaine, obtient le prix Erckmann-Chatrian en 1978. Son second roman, Pays-Haut, est couronné par l'Académie nationale de Metz et l'Amicale des conseils généraux de Lorraine.
Elle meurt le 15 décembre 2022 à Castres.

## Honneurs
Anne-Marie Blanc est chevalier de l'Ordre national du Mérite (1985), dont l'insigne lui a été remis au Centre culturel de l’Abbaye des Prémontrés, à Pont-à-Mousson, par Maurice Fleuret, directeur de la musique et de la danse au ministère de la Culture de 1981 à 1986.

## Ouvrages
- Marie-Romaine, roman, 1978, 1990  (ISBN 2-901647-98-7)[5].
- Le Bassin de Landres : Baroncourt, Bouligny, Joudreville, Landres, Piennes, ouvrage collectif sous la direction d'Anne-Marie Blanc, 1991  (ISBN 2-9505790-0-0)[6].
- Pays-Haut, 1991  (ISBN 2-87692-015-8).
- Pays-Haut, dits et récits 1939-1989, tome 2, La Parenthèse, 2002  (ISBN 978-2876925564).